# Seia (község)
Seia község Portugáliában, Guarda kerületben. Területe 439,69 négyzetkilométer. Seia lakossága 24 702 fő volt a 2011-es adatok alapján. A községben a népsűrűség 57 fő/ négyzetkilométer. A városi lakosság száma 7000 fő. Seia 1986. július 3-án kapott városi rangot. A település a Serra da Estrela hegység északnyugati lejtőin fekszik, amely a szárazföldi Portugália legmagasabb hegycsúcsával büszkélkedhet, melynek legmagasabb pontja 1993 méter. A jelenlegi polgármester Carlos Filipe Camelo, szocialista képviselő. A község munkaszüneti napja és egyben ünnepnapja július harmadika. Seiában évente megrendezik a CineEco filmfesztivált, melynek központi témaköre az ökológia és a természet.

## Demográfia
| Seia község népessége (1801–2004) | Seia község népessége (1801–2004) | Seia község népessége (1801–2004) | Seia község népessége (1801–2004) | Seia község népessége (1801–2004) | Seia község népessége (1801–2004) | Seia község népessége (1801–2004) | Seia község népessége (1801–2004) | Seia község népessége (1801–2004) |
| --------------------------------- | --------------------------------- | --------------------------------- | --------------------------------- | --------------------------------- | --------------------------------- | --------------------------------- | --------------------------------- | --------------------------------- |
| 1801                              | 1849                              | 1900                              | 1930                              | 1960                              | 1981                              | 1991                              | 2001                              | 2004                              |
| 9993                              | 14557                             | 31929                             | 31283                             | 34436                             | 31352                             | 30362                             | 28144                             | 27574                             |

## Közigazgatási beosztás

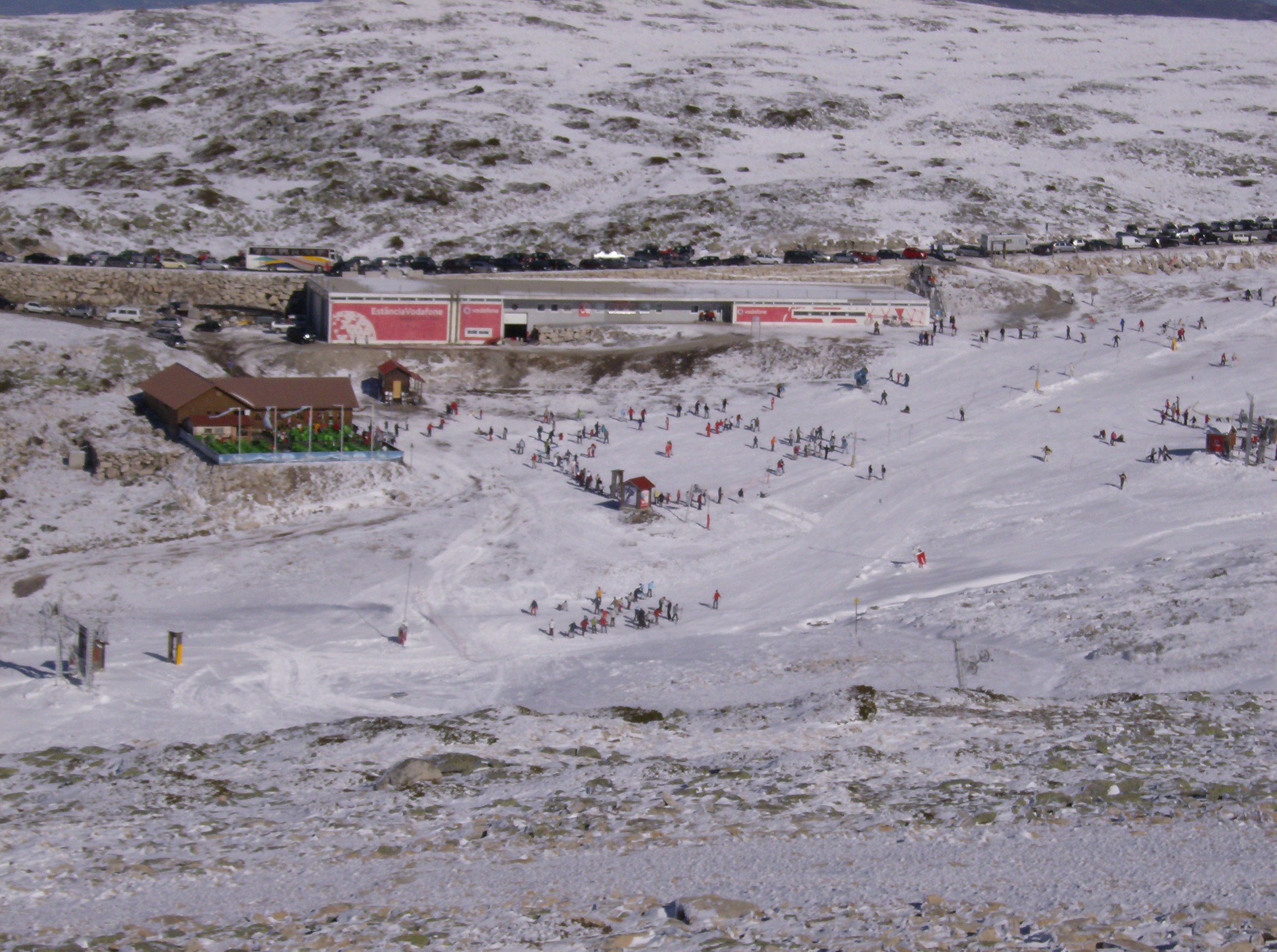
Vodafone Síközpont, Serra da Estrela, Loriga.

Közigazgatásilag a község 21 településre portugálul: freguesias oszlik:
Sablon:Div col
- Alvoco da Serra
- Carragozela e Várzea de Meruge
- Girabolhos
- Loriga
- Paranhos
- Pinhanços
- Sabugueiro
- Sameice e Santa Eulália
- Sandomil
- Santa Comba
- Santa Marinha e São Martinho
- Santiago
- Sazes da Beira
- Seia, São Romão e Lapa dos Dinheiros
- Teixeira
- Torrozelo e Folhadosa
- Tourais e Lajes
- Travancinha
- Valezim
- Vide e Cabeça
- Vila Cova à Coelheira

Sablon:Div col end

## Fordítás
Ez a szócikk részben vagy egészben  a   Seia című angol Wikipédia-szócikk ezen változatának fordításán alapul.  Az eredeti cikk szerkesztőit annak laptörténete sorolja fel. Ez a jelzés csupán a megfogalmazás eredetét és a szerzői jogokat jelzi, nem szolgál a cikkben szereplő információk forrásmegjelöléseként.